# مارکو لازتیچ
مارکو لازتیچ (به زبان سیریلیک صربی: Марко Лазетић؛ زادهٔ ۲۲ ژانویه ۲۰۰۴) یک بازیکن فوتبال اهل صربستان است که به صورت قرضی برای باشگاه تی‌اس‌سی بازی می‌کند.